# Voroniny
Voroniny (Воронины) è una sitcom russa trasmessa sul canale STS dal 16 novembre 2009 al 3 ottobre 2019. Essa si ispira alla commedia statunitense Tutti amano Raymond (Everybody Loves Raymond).

## Trama
I protagonisti della serie sono i membri della famiglia Voronin, composta dal giornalista sportivo Kostja, da sua moglie Vera e dai loro figli Maša e i gemelli Filip e Kirill. Proprio sullo stesso pianerottolo vivono anche i genitori di Kostja, ovvero Galina, Nikolaj e Lënja, fratello maggiore di Kostja.